# Папанов Анатолій Дмитрович
Анатолій Дмитрович Папа́нов (рос. Анатолий Дмитриевич Папанов; 31 жовтня 1922, Вязьма, Смоленська губернія, РРФСР, СРСР — 5 серпня 1987, Москва, СРСР) —  радянський актор театру і кіно, актор дубляжу, театральний педагог. Народний артист СРСР (1973). Лауреат Державної премії СРСР (1989 — посмертно). Учасник німецько-радянської війни.

## Біографія
Анатолій Папанов народився 31 жовтня 1922 року у Вязьмі. Батько — військовик Дмитро Пилипович Папанов (1897—1982), росіянин; мати — полька Олена Болеславівна Росковська (1901—1973), модистка, католичка, таємно прийняла православну віру.
Батько майбутнього актора брав участь у театральній самодіяльності: грав у трупі, організатором якої був Микола Сергійович Плотников, а керівником — колишня акторка імператорських театрів Лучезарська (дружина командира вяземського гарнізону). Як згадував Анатолій Дмитрович, Лучезарська виділяла акторські здібності його батька. До цього часу і належать перші появи юного Папанова на сцені, його (як і сестру), вводили до спектаклю, якщо за сюжетом там були потрібні діти.
У 1930 році разом з батьками він переїхав до Москви, де родина оселилася на вулиці Малі Кочки (нині вулиця Доватора), працював у ремонтних майстернях 2-го Московського заводу кулькових вальниць (ливарником), одночасно навчався в популярній театральній студії при заводі «Каучук». Цим напівпрофесійним театральним колективом керували в той час актори Театру ім. Вахтангова на чолі з Василем Кузою — його Анатолій Папанов і вважав за свого першого вчителя.
У 1937 році уперше знявся в кіно, зігравши епізодичну роль у фільмі «Ленін у Жовтні».
З перших днів війни перебував на фронті. Був старшим сержантом, командував взводом зенітної артилерії. У червні 1942 року зазнав важкого поранення під Харковом: вибухом йому сильно понівечено праву ногу й відірвало на ній два пальці. Папанов шість місяців провів у шпиталі і в 21 рік став інвалідом третьої групи, перші кілька років змушений був ходити з паличкою. Повернувшись до Москви, вступив на акторський факультет ГІТІСу, у майстерню артистів МХАТу Марії Орлової та Василя Орлова. Успішно склав державні іспити 11 листопада 1946 року, зігравши молодого Костянтина в «Дітях Ванюшина» Сергія Найдьонова і старого в комедії Тірсо де Моліни «Дон Хіль — Зелені Штани».
Після ГІТІСа Папанова запросили і у МХАТ, і в Малий театр, але він разом зі всім курсом їде в Клайпеду, створювати новий театр.
З 1946 року був актором Клайпедського російського драматичного театру, де його першою роллю став Сергій Тюленін у спектаклі «Молода гвардія» за однойменним романом Олександра Фадєєва.
У 1948 році за пропозицією режисера Андрія Гончарова Папанов переходить у Театр Сатири в Москві. Загалом у цьому театрі Анатолій Дмитрович за 40 років створить 50 образів. Деякі з вистав були записані для телебачення, зокрема «Ревізор», «Гніздо глухаря», «Маленькі комедії великого будинку» з музикою Давида Тухманова.
Кіноглядачі різних поколінь захоплюються творчим дуетом кіноакторів Анатолія Папанова й Андрія Миронова в кінофільмах «Бережись автомобіля», «Діамантова рука», серіалі «Дванадцять стільців».
Усього Анатолій Дмитрович брав участь у створенні понад сімдесяти кінострічок, включаючи озвучування мультфільмів, як, наприклад, Вовк з мультсеріалу «Ну, постривай!» або Молодильні яблука. Викладав у ГІТІСі, випустив диск як виконавець пісень.
За рік до смерті як режисер Папанов поставив спектакль «Останні» за однойменною п'єсою Максима Горького. Будучи віруючою людиною, він дуже хотів завершити постановку молитвою. Щоб уникнути можливих заборон, Папанов знайшов радіозапис молитви у виконанні Федора Шаляпіна і вставив її у фінал.
Остання роль Папанова в театрі — Гіце в спектаклі «Руда кобила з дзвіночками» Театру Сатири. Остання кінороль — «Холодне літо п'ятдесят третього…».
Анатолій Папанов помер 5 серпня 1987 року на 65-му році життя, повернувшись додому зі зйомок картини. У цей час проходило планове відключення гарячої води. Страждаючи від серцево-судинної недостатності, він, тим не менш, вирішив прийняти холодний душ і помер прямо у ванній від серцевого нападу.
Похований у Москві на Новодівичому кладовищі (ділянка № 10). У 1992 році на могилі встановлено пам'ятник (скульптор Д. Й. Народицький, архітектор Ю. М. Воскресенський).

## Сім'я
З 20 травня 1945 року Анатолій Папанов був одружений з акторкою Надією Юріївною Каратаєвою, однокурсницею по ГІТІСу; у цьому шлюбі в 1954 році народилася дочка, Олена Папанова, що стала пізніше акторкою Театру ім. Єрмолової.

## Звання та нагороди
- Заслужений артист РРФСР (1958)
- Лауреат Всесоюзного кінофестивалю в номінації «Призи акторам» (1964)
- Народний артист РРФСР (1966)
- Державна премія РРФСР імені братів Васильєвих (1966) — за роль  Серпіліна  у фільмі «Живі і мертві» (1963)
- Народний артист СРСР (1973)
- Державна премія СРСР (1989 — посмертно) — за роль Копалича (Миколи Павловича Старобогатова) у фільмі «Холодне літо п'ятдесят третього…» (1987)
- Орден Жовтневої Революції (1986)
- Орден Вітчизняної війни I ступеня (1985)
- Орден Вітчизняної війни II ступеня (1975)
- Орден Трудового Червоного Прапора (1981)
- Почесний громадянин Вяземського району (2013).

## Пам'ять
- Ім'я Папанова присвоєно небесному тілу — малій планеті (астероїда) № 2480.
- У «Волзькому пароплавстві» в порядку надання компаніям-туроператорам експлуатується річковий круїзний трипалубний теплохід «Анатолій Папанов» (колишній «Костянтин Ціолковський»), побудований за радянським проектом 588 «Батьківщина» в НДР у 1950-х роках.
- У 1991 році на будинку, де у 1967—1987 роках жив Папанов (Москва, вул. Спірідоновка, д. 8), встановлено меморіальну дошку (архітектор С. П. Хаджібаронов).
- 30 жовтня 2012 року на батьківщині актора, у Вязьмі, йому був встановлений пам'ятник (скульптор І. Чумаков).

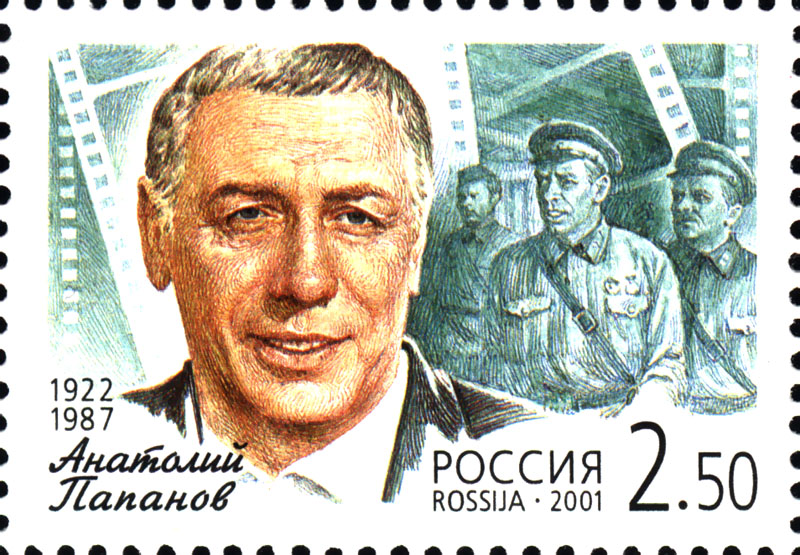
Марка Росії 2001 года.
Анатолій Папанов

## Фільмографія
1. 1937 — Ленін у Жовтні (Ленин в Октябре) — епізод
2. 1939 — Ленін в 1918 році (Ленин в 1918 году) — епізод
3. 1939 — Підкидьок (Подкидыш) — перехожий
4. 1952 — Композитор Глінка (Композитор Глинка) — ад'ютанта Великого князя
5. 1952 — Ревізор (Ревизор) — чиновник
6. 1960 — Цілком серйозно (Совершенно серьёзно) — редактор
7. 1961 — Людина йде за сонцем (Человек идёт за солнцем) — адміністратор парку
8. 1961 — Людина нізвідки (Человек ниоткуда) — Крохалєв і йому подібні
9. 1961 — Козаки (Казаки) — хорунжий
10. 1962 — Яблуко роздору (Яблоко раздора) — Крячко
11. 1962 — Бий, барабан! (Бей, барабан!) — поет Безлошадних
12. 1962 — Хід конем (Ход конём) — Фонарьов
13. 1963 — Порожній рейс (Порожний рейс) — Аким Севостьянович
14. 1963 — Стежки-доріжки (Стежки-дорожки)  — черговий міліціонер
15. 1963 — Короткі історії (Короткие истории) — телемайстер, умілець
16. 1963 — Живі і мертві (Живые и мёртвые)  — Серпилін
17. 1963 — Приходьте завтра (Приходите завтра) — Микола Васильович
18. 1964 — Рідна кров (Родная кровь) — чоловік Соні
19. 1965 — Зелений вогник (Зелёный огонёк) — Жмуркін
20. 1965 — Наш дім (Наш дом) — Іванов-батько
21. 1965 — Іду на грозу (Иду на грозу) — Анікєєв
22. 1965 — Дайте книгу скарг (Дайте жалобную книгу) — метрдотель Кутайцев
23. 1965 — Мати і мачуха (Мать и мачеха) — Філіпп
24. 1965 — Діти Дон Кіхота (Дети Дон Кихота) — лікар-акушер «Дон Кіхот»
25. 1966 — Веселі расплюєвські дні (Весёлые расплюевские дни) — Максим Вараввін
26. 1966 — Бережись автомобіля (Берегись автомобиля) — тесть Семицвєтова
27. 1966 — У місті С. (В городе С.) — Дмитро Іонович Старцев (Іонич)
28. 1967 — Відплата (Возмездие) — Серпилін
29. 1968 — Сім старих та одна дівчина (Семь стариков и одна девушка)
30. 1968 — Віринея (Виринея) — Магара
31. 1968 — Служили два товариші (Служили два товарища)  — командир полку
32. 1968 — Діамантова рука (Бриллиантовая рука) — Льолік
33. 1968 — Золоте теля (Золотой телёнок) — Васисуалій Лоханкін (роль вирізана при монтажі)
34. 1969 — Швейк у Другій світовій війні (телеспектакль) — Гітлер
35. 1969 — Ад'ютант його високоповажності (Адъютант его превосходительства) — отаман «зелених» Ангел
36. 1969 — У тринадцятій годині ночі (В тринадцатом часу ночи) — Овінний
37. 1969 — Вчора, сьогодні і завжди (Вчера, сегодня и всегда) — тітка Бетті
38. 1969 — Сімейне щастя (Семейное счастье) — Чубуков
39. 1970 — Білоруський вокзал (Белорусский вокзал) — Микола Іванович Дубинський
40. 1970 — У тридев'ятому царстві ... (В тридевятом царстве…) — собачий магнат
41. 1970 — Штрихи до портрету В. І. Леніна (Штрихи к портрету В. И. Ленина) — Давид Борисович Рязанов
42. 1970 — Ті, що зберегли вогонь (Сохранившие огонь) — Крутов
43. 1970 — Любов Ярова (Любовь Яровая) — Горностаєв
44. 1971 — Все королівське військо (Вся королевская рать) — Бьорден-старший
45. 1971 — Хліб і сіль (Хлеб и соль)
46. 1971 — Джентльмени удачі (Джентльмены удачи) — шахіст в готелі
47. 1972 — Хід білої королеви (Ход белой королевы) — батько Наташі
48. 1972 — Дозвольте зліт! (Разрешите взлёт) — Сахно
49. 1973 — Дача (Дача) — Павлик
50. 1973 — Справи сердечні (Дела сердечные) — Борис Іванович
51. 1973 — Погана хороша людина (Плохой хороший человек) — Самойленко
52. 1974 — День прийому з особистих питань (День приёма по личным вопросам) — Іванов
53. 1974 — Маленькі комедії великого дому (Маленькие комедии большого дома) (ТБ спектакль)
54. 1974 — Один єдиний (Одиножды один) — Ваня Каретников
55. 1975 — Страх висоти (Страх высоты) — Мазін
56. 1976 — Одинадцять надій (Одиннадцать надежд) — Воронцов
57. 1976 — Дванадцять стільців (Двенадцать стульев) — Іполит Матвійович (Киса) Вороб'янінов
58. 1977 — За сімейними обставинами (По семейным обстоятельствам) — няня
59. 1977 — Мама, я живий (Мама, я жив)
60. 1978 — Усе вирішує мить (Всё решает мгновенье) — дід Наді
61. 1978 — Інкогніто з Петербурга (Инкогнито из Петербурга) — городничий
62. 1978 — Любов моя, печаль моя (Любовь моя, печаль моя) — звіздар
63. 1979 — Інженер Графтіо (Инженер Графтио) — Генріх Графтіо
64. 1979 — Піна (Пена) — Махонін
65. 1981 — Любов моя вічна (Любовь моя вечная)
66. 1982 — Іван (Иван) — Іван
67. 1982 — Батьки і діди (Отцы и деды) — дід Луков
68. 1983 — Комічний коханець, або Любовні витівки сера Джона Фальстафа (Комический любовник, или Любовные затеи сера Джона Фальстафа) — Джон Фальстаф
69. 1984 — Час бажань (Время желаний) — Володимир Дмитрович
70. 1988 — Холодне літо п'ятдесят третього… (Холодное лето пятьдесят третьего) — Копалич/Скоробогатов